# Awangarda
Awangarda (Avantgarda) je bývalá umělecká galerie ve městě Vratislav v Dolnoslezském vojvodství v Polsku.
Galerie byla založena v roce 1962 a tvoří součást seskupení pěti galerií současného umění ve Vratislavi, které jsou činné pod hlavičkou BWA – Biuro Wystawa Artysticznych. Nachází se v centru města na ulici Wita Stwosza 32 a má více než 1000 m² výstavní plochy. Vznikla na místě bývalého paláce Hatzfeld a její novou podobu utvořily plány, zohledňující pozůstalé části zříceniny někdejšího městského paláce. Součástí vstupu do galerie jsou dochované původní sloupy z předchozího Piastovského velitelství, původní jsou i části suterénu s dochovanými historickými klenbami.
Galerie Awangarda se zaměřuje na prezentaci současného polského, ale i světového umění. Od roku 1968 se v prostorách galerie pravidelně organizuje Mezinárodní trienále kresby z iniciativy Andrzeje Willa. Na této akci vystavovalo několik světově uznávaných umělců: Christo, Milan Knížák, Hermann Nitsch, Zbigniew Dłubak.
Jako jediná galerie v Polsku vystavuje Awangarda unikátní umělecké sklo a keramiku, jak ze studentské tak profesionální produkce, zejména ve spolupráci s Akademií umění ve Vratislavi. Ve spolupráci s Akademií výtvarných umění ve Vratislavi (ASP) Awangarda pravidelně organizuje i Národní Výstavu Mladých Eugenia Gepperta (Krajowa Wystawa Młodych jim. Eugeniusz Gepperta), též autorské výstavy a výstavy absolventů a studentů Vratislavská akademie.
V galerii Awangarda se pořádají i výstavy které se věnují konkrétní problematice, například výstava: Polská analytická abstrakce, nebo například vratislavský plakát 1968–1993, V kruhu galerie pod Monou Lisou. Galerie též organizuje cykly přednášek o umění a vizuální kultuře ve Vratislavi a fotografické výstavy (např. Fotografowie z Pragi / Pražští fotografové).
Od roku 1999 při galerii působí otevřené studio Studio BWA. Spolu s dalšími institucemi – Národní muzeum a Nadace WRO pořádá výstavy klasiků uměleckého světa, mezi jinými se zde objevily díla Lucia fontány, Güntera Uecker, Erica Andersena.
Galerie Awangarda se zabývá i publikační činností a vzdělávacími aktivitami.

## Wrocław Główny
Přechodně na hlavní nádraží Wrocław Główny .